# Niemieccy posłowie do Parlamentu Europejskiego 1999–2004
Niemieccy posłowie V kadencji do Parlamentu Europejskiego zostali wybrani w wyborach przeprowadzonych 13 czerwca 1999.

## Lista posłów
Wybrani z listy Unii Chrześcijańsko-Demokratycznej (EPP-ED)
- Rolf Berend
- Reimer Böge
- Christian von Boetticher
- Elmar Brok
- Karl-Heinz Florenz
- Michael Gahler
- Anne-Karin Glase
- Lutz Goepel
- Alfred Gomolka
- Ruth Hieronymi
- Georg Jarzembowski
- Elisabeth Jeggle
- Hedwig Keppelhoff-Wiechert
- Ewa Klamt
- Christa Klaß
- Karsten Knolle
- Dieter-Lebrecht Koch
- Christoph Werner Konrad
- Werner Langen
- Brigitte Langenhagen
- Armin Laschet
- Kurt Lechner
- Klaus-Heiner Lehne
- Peter Liese
- Thomas Mann
- Hans-Peter Mayer
- Winfried Menrad
- Peter Mombaur
- Hartmut Nassauer
- Doris Pack
- Hans-Gert Pöttering
- Godelieve Quisthoudt-Rowohl
- Ingo Schmitt
- Horst Schnellhardt
- Jürgen Schröder
- Konrad Schwaiger
- Renate Sommer
- Diemut Theato
- Brigitte Wenzel-Perillo, poseł do PE od 27 listopada 1999
- Rainer Wieland
- Karl von Wogau
- Jürgen Zimmerling
- Sabine Zissener

Wybrani z listy Unii Chrześcijańsko-Społecznej (EPP-ED)
- Markus Ferber
- Ingo Friedrich
- Martin Kastler, poseł do PE od 14 listopada 2003
- Xaver Mayer
- Angelika Niebler
- Bernd Posselt
- Alexander Radwan
- Ursula Schleicher
- Gabriele Stauner
- Joachim Wuermeling

Wybrani z listy Socjaldemokratycznej Partii Niemiec (PES)
- Udo Bullmann
- Garrelt Duin, poseł do PE od 2 października 2000
- Evelyne Gebhardt
- Norbert Glante
- Willi Görlach
- Lissy Gröner
- Klaus Hänsch
- Jutta Haug
- Magdalene Hoff
- Karin Jöns
- Karin Junker
- Margot Kessler
- Heinz Kindermann
- Constanze Krehl
- Wilfried Kuckelkorn
- Helmut Kuhne
- Bernd Lange
- Josef Leinen
- Rolf Linkohr
- Erika Mann
- Rosemarie Müller
- Willi Piecyk
- Christa Randzio-Plath
- Bernhard Rapkay
- Dagmar Roth-Behrendt
- Mechtild Rothe
- Willi Rothley
- Jannis Sakellariou
- Gerhard Schmid
- Martin Schulz
- Ulrich Stockmann
- Ralf Walter
- Barbara Weiler

Wybrani z listy Związku 90/Zieloni (G-EFA)
- Hiltrud Breyer
- Ozan Ceyhun (PES)
- Friedrich-Wilhelm Graefe zu Baringdorf
- Wolfgang Kreissl-Dörfler (PES)
- Heide Rühle
- Ilka Schröder (EUL/NGL)
- Elisabeth Schroedter

Wybrani z listy PDS (GUE/NGL)
- André Brie
- Christel Fiebiger
- Sylvia-Yvonne Kaufmann
- Helmuth Markov
- Hans Modrow
- Feleknas Uca

Byli posłowie V kadencji do PE
- Günter Lüttge (SPD), do 7 września 2000, zgon
- Emilia Müller (CSU), do 5 listopada 2003
- Stanislaw Tillich (CDU), do 26 października 1999